# Eleonore Schoenfeld
Eleonore Schoenfeld (* 6. März 1925 in Maribor; † 1. Januar 2007 in La Cañada Flintridge) war eine deutsch-US-amerikanische Cellistin und Musikpadägogin an der University of Southern California Thornton School of Music in Los Angeles. Gemeinsam mit ihrer Schwester, der Violinistin Alice Schoenfeld, trat sie als Schoenfeld-Duo auf. Fast 50 Jahre lehrte sie als Professorin für Violoncello an der Thornton School of Music.

## Leben und Werk
Eleonore Schoenfeld wurde 1925 in Maribor als jüngste Tochter der aus der Ukraine stammenden Johanna Schoenfeld, geb. Schendel und des aus Polen stammenden Geigers Johannes Schoenfeld geboren. Ihre Kindheit verbrachte sie in Maribor. 1931 zog die Familie nach Berlin. Eleonore Schoenfeld interessierte sich zunächst für klassisches Ballett und nahm an der Berliner Staatsoper Unterricht. Sie trat in verschiedenen Opernproduktionen des Hauses auf. Seit 1936 wurde die musisch begabte Eleonore Schoenfeld von den renommierten Geigenlehrern Karl Klingler und Karl Niedermeyer unterrichtet. Die Sommer verbrachte sie mit ihrer Schwester regelmäßig auf Karl Klinglers Landsitz, auf Schloss Krumke, wo sie mit Klinglers Töchtern unterrichtet wurden. Im Alter von 14 Jahren begann Eleonore Schoenfeld das Violoncello-Studium an der Hochschule für Musik in Berlin, wo sie seit 1940 als Meisterschülerin bei dem renommierten Cellisten Adolf Steiner zahlreiche Kurse absolvierte.
Nach dem Zweiten Weltkrieg trat sie mit ihrer Schwester als Schoenfeld-Duo und als Solocellistin im Berliner Kammerorchester auf. Im Laufe ihrer Karriere produzierte Eleonore Schönfeld über 200 Aufnahmen, die von der BBC produziert wurden. Gemeinsam mit ihrer Schwester Alice und mit dem Dolmetsch-Schoenfeld-Ensemble nahm sie zahlreiche Solo- und Kammermusikstücke für Radio- und Fernsehsender in Europa, den Vereinigten Staaten, Asien und Australien auf.
Im Dezember 1952 wanderte die Familie Schoenfeld in die Vereinigten Staaten aus und ließ sich in Los Angeles nieder. Eleonore Schoenfeld gab auch in Amerika – meist gemeinsam mit ihrer Schwester – zahlreiche Konzerte. Darüber hinaus begann sie Mitte der 1950er Jahre mit der Erteilung von Violoncellounterricht. 1959 wurde sie und ihre Schwester eingeladen, an der Thornton School of Music neben Jascha Heifetz und Gregor Piatigorsky zu unterrichten. Zunächst lehrte sie parallel zu ihren Konzerttouren, später konzentrierte sie sich als Professorin für Violoncello fast ausschließlich auf Ausbildung junger Musiker. 1979 wurde sie als Direktorin des internationalen Gregor Piatigorsky-Seminars für Cellisten in Los Angeles berufen. Acht Jahre lang war Eleonore Schoenfeld Vorsitzende der Thornton School of Music. Darüber hinaus lehrte sie an der R.D. Colburn School of Performing Arts in Los Angeles und an der Arts Academy in Idyllwild. Eleonore Schoenfeld war mehrfach Vorsitzende oder amerikanische Jurorin bei nationalen und internationalen Einzel- und Kammermusikwettbewerben, u. a. bei der Leonard Rose Competition und dem Piatigorsky Prize.
In den 1980er Jahren gehörten sowohl Eleonore als auch Alice Schoenfeld zu den ersten international anerkannten Musikern, die China besuchten, nachdem formelle diplomatische Beziehungen zwischen China und den Vereinigten Staaten aufgenommen worden waren. Auf ihre Empfehlung hin erhielten mehr als hundert chinesische Studenten, die im Ausland studierten, Förderstipendien. Für ihre pädagogischen Leistungen erhielt Eleonore Schoenfeld 1990 den USC Ramo Music Faculty Award, 1993 den Eva Janzer Memorial Award "Grande Dame du Violoncelle" der University of Indiana und 1993 den National Distinguished Service Award der American String Teachers. Posthum wurde ihr 2008 der Artist Teacher Award der American String Teacher’s Association verliehen.
Eleonore Schoenfeld starb am 1. Januar 2007 in La Cañada Flintridge an einem Herzinfarkt. Sie wurde auf dem Mountain View Cemetery in Altadena beerdigt.

### Rezeption
In Erinnerung an Eleonore Schoenfeld spendete ihre ältere Schwester Alice Schoenfeld zehn Millionen US-Dollar an die Thornton School of Music. Drei Millionen Dollar wurden verwendet, um die ehemalige Filmschule der University of Southern California in einen Konzertsaal – die Alice and Eleonore Schoenfeld Symphonic Hall – umzubauen. Mit den restlichen sieben Millionen Dollar wurde der Alice and Eleonore Schoenfeld Endowed Scholarship Fund und die Alice and Eleonore Schoenfeld International Music Society Inc. gegründet. In China wird aller zwei Jahre ein renommierter Musikwettbewerb, die Harbin Schoenfeld International String Competition in den Kategorien Violine, Violoncello und Kammermusik, ausgetragen.

## Filme über Eleonore Schoenfeld
- Eleonore Schoenfeld: a life of elegance (2007)
- Born to Teach: Reflections on the Career of Cellist Eleonore Schoenfeld (2008)